# Rosso di sera/Sahara
Rosso di sera/Sahara è un singolo delle Orme uscito nel 1982, non incluso in alcun album. La canzone Rosso di sera è presentata al programma televisivo Pop Corn. Dato che si tratta di un pezzo suonato principalmente con le tastiere, i tre si presentano al pubblico televisivo tenendo in mano una piccola tastiera elettronica a testa, scelta alla quale i fans non sono abituati.
Il testo e la musica inscenano una cavalcata speranzosa nel paesaggio serale, romantica e arrangiata molto accuratamente dal complesso. La canzone viene anche pubblicata nel singolo split Rosso di sera/Guarirò guarirò.
In Sahara si realizzano sonorità orientaleggianti sempre in un'atmosfera influenzata dal new wave. Entrambi i pezzi sono di D'Amico-Pagliuca-Pagliuca-Tagliapietra.
I risultati di vendita raggiunti non soddisfano il gruppo, che smette per il momento di produrre LP e si avvicina a un primo scioglimento.

## Formazione
- Aldo Tagliapietra - voce, basso
- Antonio Pagliuca - tastiere
- Michi Dei Rossi - batteria